# Tephritis cardualis
Tephritis cardualis är en tvåvingeart som beskrevs av Hardy 1974. Tephritis cardualis ingår i släktet Tephritis och familjen borrflugor.
Artens utbredningsområde är Pakistan. Inga underarter finns listade i Catalogue of Life.